# Erich Gießner
Erich Gießner (* 10. Mai 1909 in Gera; † 8. März 1995 in Berlin) war ein deutscher Politiker (SPD).
Gießner machte eine kaufmännische Lehre und arbeitete anschließend als Einzelhandelskaufmann. 1925 trat er der Sozialistischen Arbeiter-Jugend (SAJ) bei und war ab 1928 Mitglied der SPD. 1928 wurde er hauptamtlicher Verwaltungsangestellter im Zentralverband der Angestellten (ZdA), in dem er auch eine Reihe anderer ehrenamtlicher Funktionen übernahm. 1929/30 studierte Gießner an der Deutschen Hochschule für Politik.
Nach der „Machtergreifung“ der Nationalsozialisten wurde Gießner entlassen. Zunächst erwerbslos, fand er bald einen Arbeitsplatz bei einer Versicherung, bei der er in den folgenden Jahren beschäftigt war. Auch wenn Gießner nicht aktiv am Widerstandskampf gegen das NS-Regime beteiligt war, stand er oppositionellen Kreisen nahe. In diesem Zusammenhang soll er auch eine Woche in Haft gewesen sein. Im Zweiten Weltkrieg wurde er 1940 eingezogen, das Kriegsende überlebte er in sowjetischer Kriegsgefangenschaft.
Ab 1946 arbeitete Gießner im Freien Deutschen Gewerkschaftsbund (FDGB) in Berlin, um 1948 Mitglied der Unabhängigen Gewerkschaftsopposition (UGO) zu werden. Von 1958 bis 1972 war er Landesverbandsleiter der Deutschen Angestellten-Gewerkschaft (DAG). Viele Jahrzehnte war Gießner in der Vertreterversammlung der Bundesversicherungsanstalt für Angestellte (BfA).
Bereits seit dem 17. Februar 1955 wurde er als Nachrücker Mitglied des Abgeordnetenhauses von Berlin, da Georg Stücklen (1890–1974) als Bezirksstadtrat ausgeschieden war. 20 Jahre war Gießner Mitglied dieses Parlaments.
Gießner wurde 1973 mit der Ernst-Reuter-Plakette geehrt.